# سم‌زدایی دارو
سم‌زدایی دارو (انگلیسی: Drug detoxification) شیوه‌های گوناگونی از اقدامات در جهت درمان وابستگی فیزیکی به دارو است. این فرایند تحمل نوعی سندروم ترک و هر نوع درمان به‌منظور ترک بیش‌مصرفی دارو را به دنبال دارد.
برنامهٔ سم‌زدایی به‌منظور وابستگی فیزیکی لزوماً به سوابق اعتیاد، عوامل اجتماعی، اعتیاد روانی، یا مسائل رفتاری اغلب پیچیده که با اعتیاد آمیخته می‌شود، نمی‌پردازد.